# 152-мм самоходная пушка-гаубица vz.77 «Дана»
152-мм самоходная пушка-гаубица vz.77 «Дана» (чеш. Samohybná kanónová houfnice vz. 77 Dana (ShKH vz. 77)) — самоходная артиллерийская установка чехословацкого производства.

## История
Была создана на народном предприятии Závody ťažkého strojárstva-Dubnica (ZTS-Dubnica) в городе Дубница-над-Вагом, в 1977 году принята на вооружение в Чехословацкой народной армии. Название представляет собой аббревиатуру из слов Dělo Automobilní Nabíjené Automaticky (рус. «Автомобильная пушка с автоматической зарядкой»).
В 1979 году два экземпляра «Даны» проходили испытания на Ржевском полигоне которые показали отсутствие преимуществ перед 2СЗ «Акация».  В 1983 году ГРАУ Министерства обороны СССР в адрес Генштаба СССР направило письмо о нецелесообразности закупок Даны. Однако в ЧССР находилась 211-ю артиллерийская бригада, входившая в состав Центральной группы войск, нахождение её около производителя САУ решало вопросы её технического обслуживания. Поскольку аналогов «Даны» не имелось в войсках, то было решено попробовать «экзотическую» артиллерийскую установку практически с оценкой плюсов и минусов таких систем. Дело в том, что в СССР, приблизительно в это же время, были предприняты попытки создать собственное самоходное орудие на колёсном шасси. В качестве базы использовалось шасси (8x8) 15-тонного опытного автомобиля КрАЗ-4Р-3130 и опыт использования орудий такого типа был важен, т.к. перспективы их были до конца не ясны.  Поэтому Совет Министров СССР издал 25 октября 1986 года распоряжение № 2151рс «О закупке в ЧССР в 1987-89 годах 152-мм самоходных пушек-гаубиц “Дана”». Всего артиллерийская бригада получила 120 единиц САУ. Реальная эксплуатация показала некоторые проблемы ненадёжности САУ (из 120 единиц были списаны 12 штук за 3 года эксплуатации). Хотя проходимость установки была выше ожиданий, в том числе низкий радиус разворота САУ, что позволяло ей вписываться в повороты обычных дорог в колоннах с БТР-80. В 1990 году начался вывод соединений и частей ЦГВ с территории Чехословакии. 211-я бригада была включена в состав войск Московского военного округа и передислоцирована в посёлок Мулино Горьковской области. Её матчасть была отправлена на территорию Казахской ССР на склады хранения, где они достались вооружённым силам Казахстана, но казахские военные не проявили к ним интереса в виду наличия доставшихся им в избытке более качественных и мощных САУ производства СССР. 
После распада Чехословакии в 1993 году Чехия оказалась не в состоянии продолжать производство САУ (и других артиллерийских систем большого и среднего калибра), так как артиллерийское производство осталось на территории Словакии. В связи с этим рассматривался вопрос о возобновлении производства САУ в рамках производственной кооперации Чехии и Словакии, но из-за вступления стран в блок НАТО, от этой идеи было решено отказаться, ввиду повсеместного перехода чешской армии на использование 155-мм артиллерийских боеприпасов НАТО.
3 ноября 2020 года стало известно, что «Укрспецэкспорт» заключил контракт на закупку в Чехии 26 САУ — после проведения чешской фирмой «Excalibur Army» их модернизации до уровня DANA-M2 (с установкой новых средств связи, автоматизированных систем прицеливания, спутниковой навигации, фильтровентиляционных установок, систем отопления и кондиционирования воздуха). Стоимость контракта составила 40,3 млн долларов США. В апреле 2021 года одна самоходная установка DANA-M2 была доставлена на Украину для испытаний.
9 апреля 2022 года стало известно о намерении Украины закупить в Словакии шестнадцать 155-мм гаубиц Zuzana (10 апреля 2022 информацию о переговорах подтвердил министр обороны Словакии Э. Хегер). 14 апреля 2022 стало известно о отправке из Чехии на Украину нескольких САУ этого типа (без указания количества).

## Боевое применение
Из-за сравнительной низкой цены «Дана» имела определённых успех в странах третьего мира и принимала активное участие участие в локальных войнах.
Около 120 САУ «Дана» было закуплено Ливией. Муамар Каддафи намеревался использовать «Дану» для войны с Чадом.
Впоследствии «Дана» использовалась в первой и второй гражданских войнах в Ливии.
САУ «Дана» использовались Грузией против России в военном конфликте 2008 года, одна батарея их была уничтожена и две САУ захвачены.
По кооперации Варшавского Договора САУ «Дана» поставлялись в Польшу и применялись польскими военными в Афганистане в 2008 году.
Азербайджан использовал несколько установок САУ «Дана» против Армении во время конфликта 2020 года.
С 2022 года САУ «Дана» используется Вооружёнными Силами Украины в ходе российского вторжения на Украину.

## ТТХ
В качестве основы для шасси используется полноприводный четырёхосный автомобиль повышенной проходимости Tatra T815 с колёсной формулой 8×8.
- Глубина преодолеваемого брода 1,4 м
- Максимальный угол склонения/возвышения −4/+70°
- Угол горизонтального наведения 225°

Боекомплект составляет 60 снарядов.

## Варианты и модификации

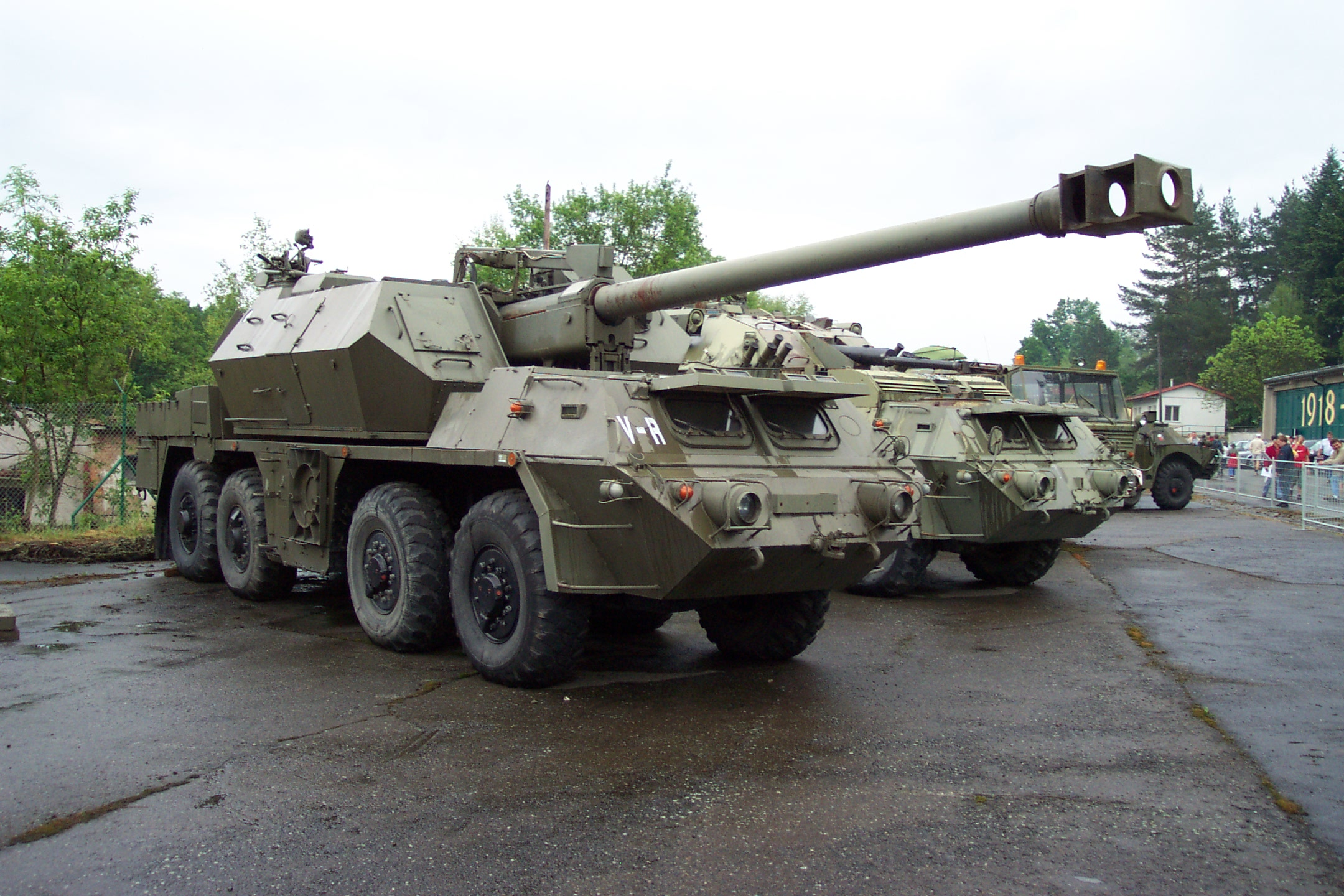
152-мм ShKH Ondava в военно-техническом музее в Лешанах.
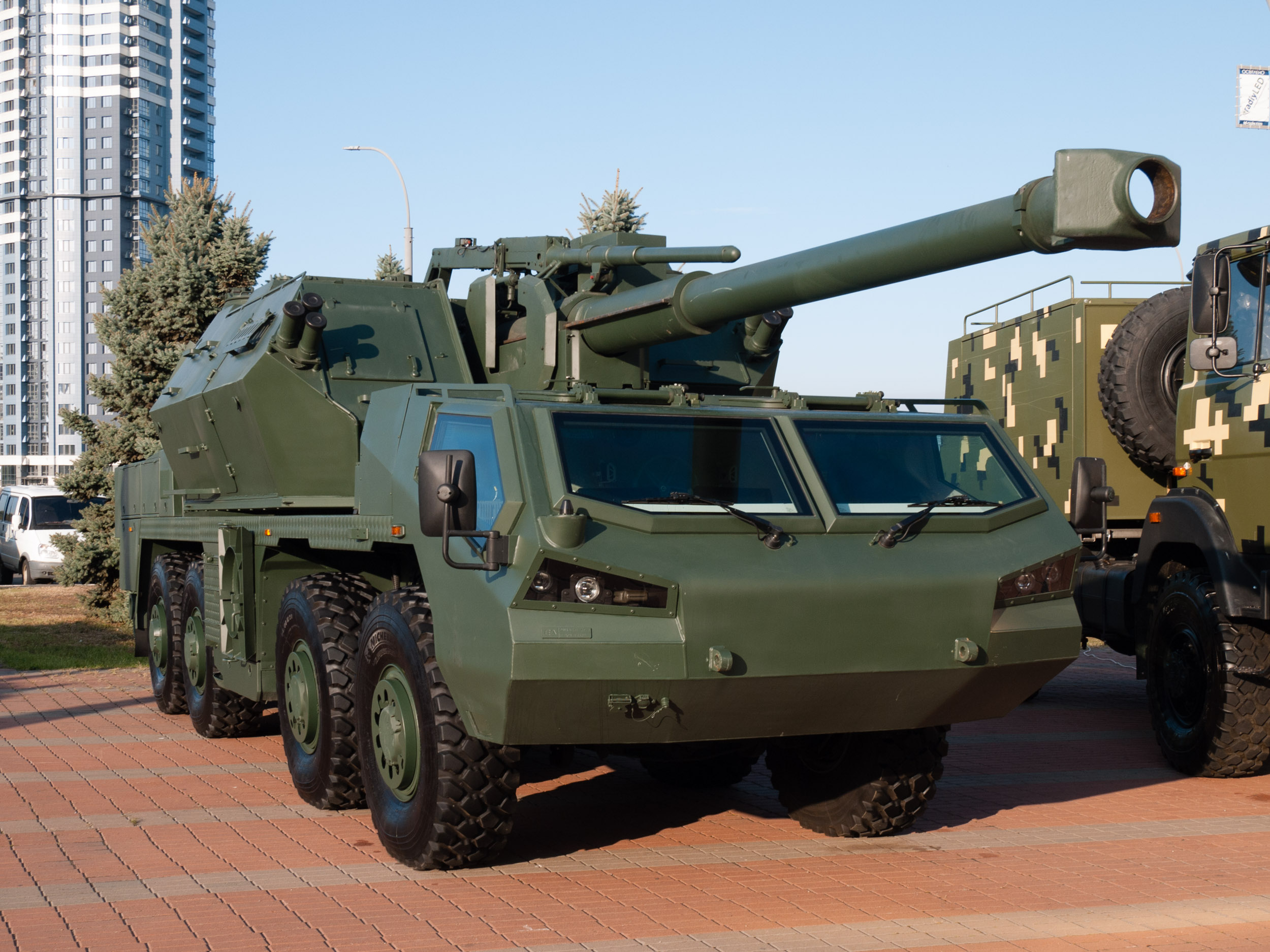
Модернизированный вариант DANA M2 на выставке «Оружие и безопасность» в Киеве (8 октября 2019).

- 152-мм ShKH Ondava — модификация 1980-х годов, разработанная в Чехословакии, с увеличенной до 47 калибров длиной ствола, новым двухкамерным дульным тормозом и другими изменениями.
- 152-мм ShKH DANA-M1 CZ — модернизация 2011 года, выполненная чешской фирмой Excalibur Army для вооружённых сил Чехии, изменена кабина (установлены новые фары, пуленепробиваемые стекла и видеокамера заднего вида), новая система управления огнём и новый двигатель Tatra T3-930. В июле 2017 года было объявлено о намерении начать модернизацию 22 САУ чешской армии, но в 2018 году контракт был отменён министерством обороны[13]
- 155-мм ShKH M2000 Zuzana — модификация производства Словакии, разработанная в соответствии со стандартами НАТО. Артиллерийская часть выпускается предприятием ZTS Special. Поступила на полевые испытания в начале 1994 года[14], стандартизована в 1997 году. Боекомплект — 40 выстрелов. Было выпущено около 40 САУ этого типа, при этом компания DMD Group начала работы по их дальнейшей модернизации для повышения их экспортной привлекательности[15].
- 155-мм ShKH Zuzana 2 (Zuzana XA-1) — модернизация, разработанная в 2004—2010 гг. Увеличен объём башни, установлены новый ствол длиной 52 калибра, двигатель Tatra T3B-928.70 с коробкой передач Tatra 10 TS 180, новая система управления огнём с цифровыми картами, компьютером и сенсорным дисплеем, новый прицел с лазерным дальномером, инерциальная навигационная система и устройство измерение дульной скорости снаряда[16]
- 152-мм DANA-T — польская модификация 152-мм vz.77 DANA с установленной системой управления огнём Topaz производства WB Electronics (до конца декабря 2018 года до уровня DANA-T были модернизированы 85 самоходных орудий vz.77 DANA вооружённых сил Польши)[17].

## Страны-эксплуатанты
- Азербайджан — 36 единиц DANA M1[18].

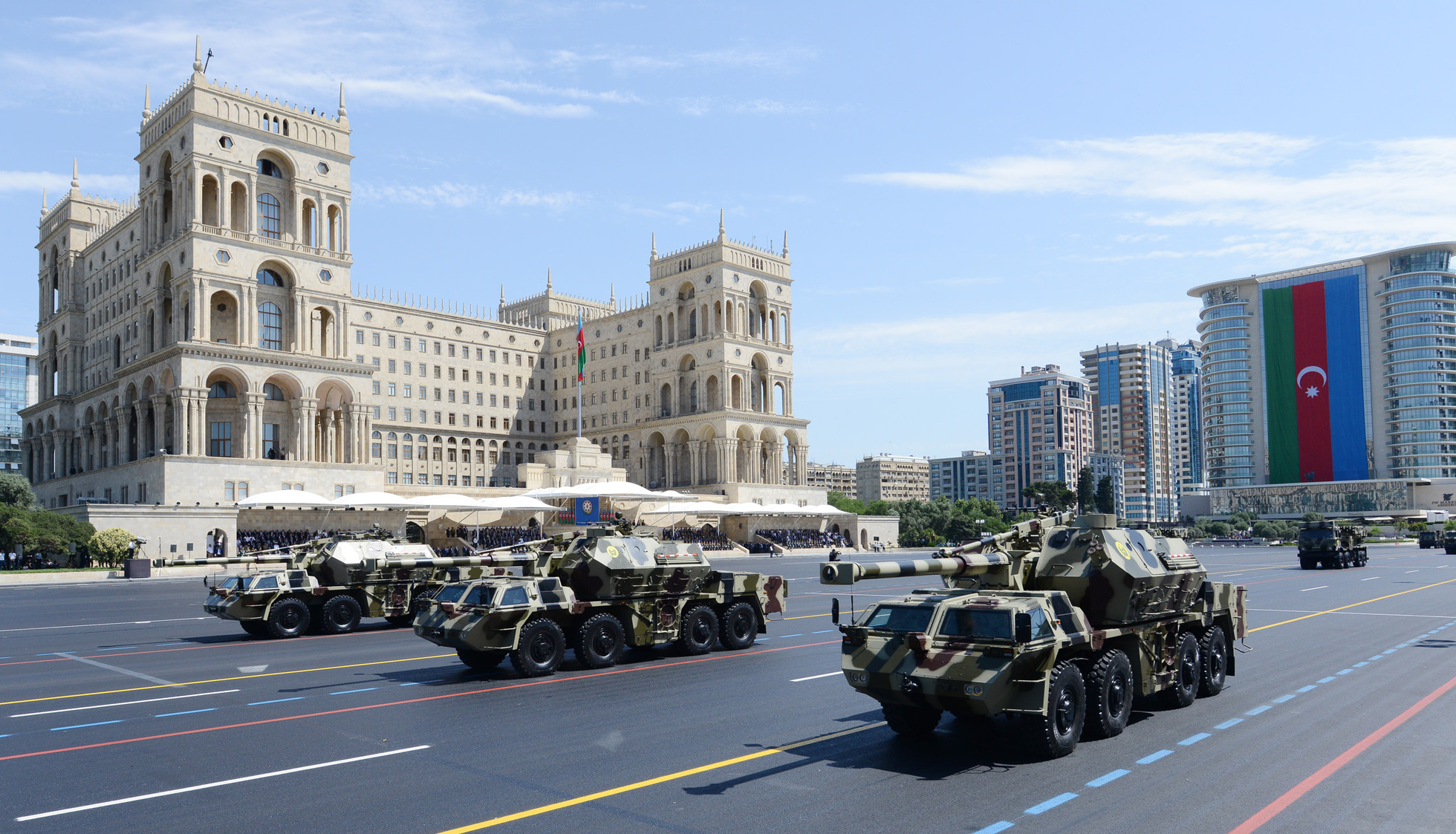
«Дана» на военном параде в Баку

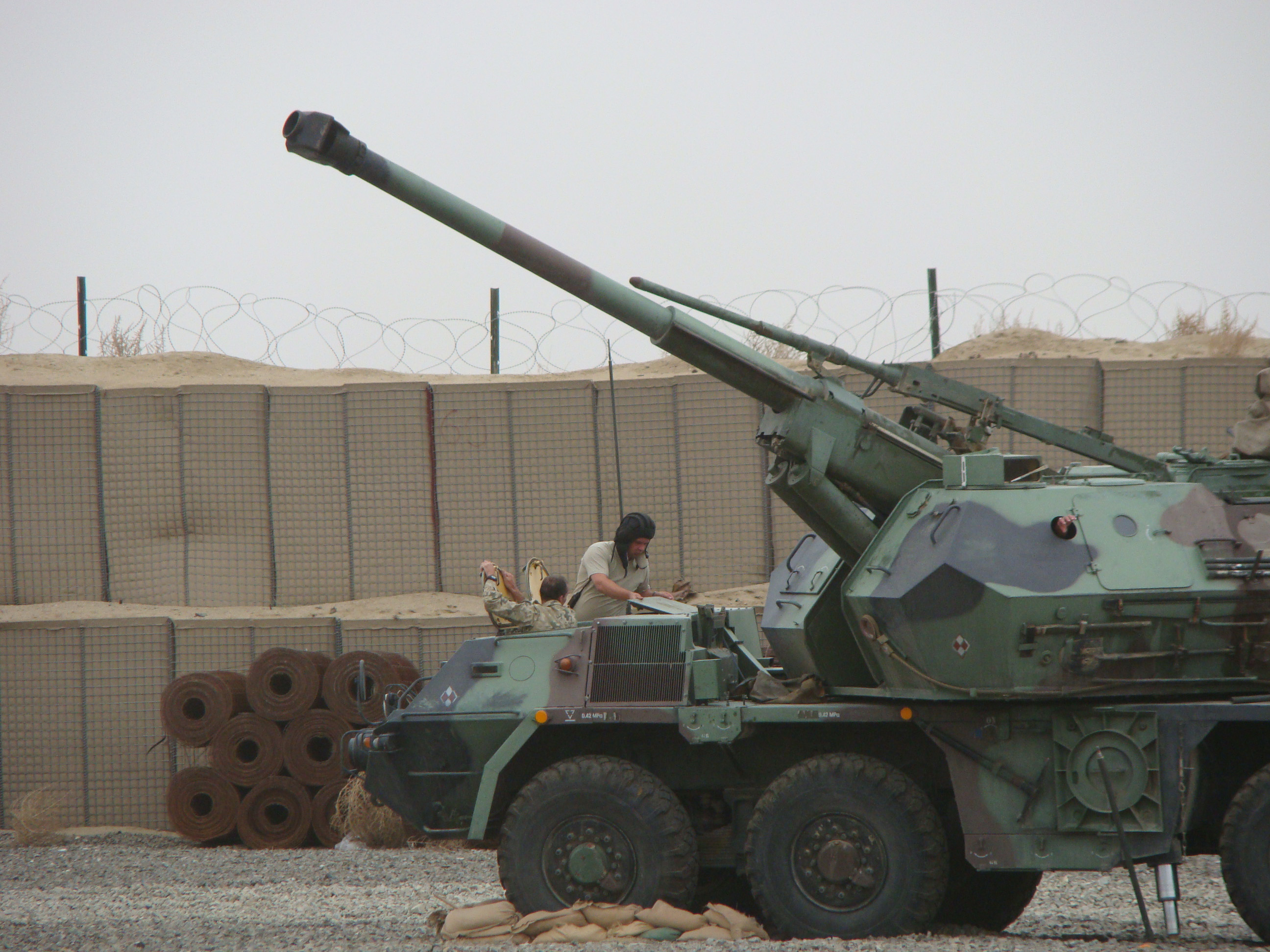
«Дана» польского контингента в Афганистане

- Грузия — 32 единицы по состоянию на 2016 год[19].
- Ливия — по оценке IISS, в 2009 и 2010 годы в стране имелось 80 шт.[20], однако после начала в 2011 году войны в Ливии о судьбе техники сведений не имеется.
- Польша — 108  M-77 DANA и 3 DANA-M на вооружении по состоянию на 2024 год[21]. В 1984 году vz.77 DANA была принята на вооружение под наименованием wz.77 DANA[17].
- Словакия — 16 155-мм «Zuzana», 11 155-мм «Zuzana-2» и 3 152-мм vz.77 DANA на вооружении пор состоянию на 2024 год[22].
- СССР — 108 единиц со 152-мм орудием, на момент 1990 года, по данным организации Global Security[англ.][23].
- Украина — 12 152-мм vz.77 DANA, 8 Zuzana-2 и некоторое количество DANA-M2 на 2024 год[24].
- Чехия — 48 152-мм vz.77 DANA на вооружении и до 38 единиц на хранении на 2024 год[25].
- Чехословакия — после распада Чехословакии остались в Чехии и Словакии.